# Antonio Barragán
Antonio Barragán Fernández, född 12 juni 1987 i Pontedeume, Galicien, är en spansk fotbollsspelare (högerback) som spelar för Elche. Han har tidigare spelat i Sevilla, Liverpool, Deportivo de La Coruña, Real Valladolid, Valencia och Middlesbrough.

## Karriär
I juli 2005 skrev Barragán på för Liverpool men fick mest spela med klubbens reservlag. Han gjorde ett framträdande för A-laget då han kom in som ersättare för landsmannen Fernando Morientes i en match i den tredje kvalrundan till UEFA Champions League. Då blev han den yngsta utlänningen att spela för Liverpool. 
Den 4 augusti 2006 bekräftades det att Liverpool hade sålt Barragán till Deportivo de La Coruña för £680 000. Liverpool reserverade att kunna köpa Barragán tillbaka efter 2 eller 3 år för £475 000.
Den 6 juli 2017 lånades Barragán ut till Betis på ett låneavtal över säsongen 2017/2018.